# Soluce
Soluce (lat. solutio), česky splnění, je nejčastější a nejpřirozenější způsob zániku závazku.
Splnění je právní jednání upravené zákonem č. 89/2012 Sb., občanským zákoníkem, v § 1908 až 1980. Jde o jednání buď samotného dlužníka, někdy je třeba i součinnosti věřitele. Dlužník poskytne věřiteli sjednaným způsobem, na daném místě, v určeném čase to, co je předmětem závazku. Dlužník má povinnost na své náklady dluh splatit a věřitel má oprávnění plnění vyžadovat a zároveň je povinen plnění přijmout. Zákon stanovuje, co znamená řádné a včasné splnění (§ 1914–1925), jaké jsou možné způsoby plnění (§ 1926–1948), možnosti potvrzení o splnění dluhu tzv. kvitance (§ 1949–1953), kde (§ 1954–1957) a kdy (§ 1958–1967) má dojít ke splnění.